# インターネットスラング
インターネットスラング（英: Internet slang）とは、もっぱらインターネット上で使用されている俗語の総称である。ネットスラング、ネット用語と呼ばれることもある。Merriam-Websterは2010年代以降この種の単語の掲載を認めた。
パソコン通信時代から使われ、発祥が不明確な言葉も少なくない。本項では主にコンピュータネットワークのサービス上に見出されるものを例として示すが、必ずしもコンピュータなど情報処理技術や、それらを基盤とする通信媒体に固有の制約に密接に関係するわけではない。また、インターネットスラングとされるものの中には、単にスラング全般のインターネットコミュニティ上での利用に過ぎないものや、何らかの娯楽作品などから引用されたものなどもあるが、本項では割愛する。

## 概説
インターネットスラングはインターネットコミュニティで使用される特殊な言語表現というのが元来の定義である。アメリカなどにおいてはLeet speakのような類似する語もあり、同時多発的な文化的現象の一端と言える。
チャットや電子掲示板、あるいは電子メールでユーザー間の交流から生まれた語ではあるが、日本では2000年頃からインターネット上の広告にも一部含まれ、このような隠語や俗語に敏感な層にアピールしようとする動きも散見された。2010年代を過ぎると認知が進み、一部のインターネットスラングはマスメディアや日常生活でも一般に用いられているようになったと同時に、ビジネスの場などの公共の空間での使用において、不真面目さや下品だったり馬鹿にされているなど不快な印象を抱かせたり、コミュニケーションが成立しないなどと嫌悪される向きもある。
インターネットスラングはで文章や文字を読むインターネットコミュニティの特性から、声に出して読むことはあまり想定されていないものがほとんどある。このような背景から原則として文字言語の一種と解釈できるが、なかには口語として一般に浸透し音声言語としての地位も獲得しているインターネットスラングも存在する。
「インターネット」スラングとは言っても、その成立にインターネット普及以前のメディアが関連していたり、またはインターネット経由で流布された別起源のスラングがインターネットスラングとされていることもあり、明確に定義されるものではない。また、近年ではTwitter やInstagram、TikTokなどのソーシャル・ネットワーキング・サービス（SNS）が若年層を中心とした世代の実生活やテレビなどのマスメディアと密接に関わるようになり、流行語や若者言葉との境界が不分明になっている背景もあって、インターネットスラングの定義はますます曖昧なものになっている。さらに、SNSの発達により高速かつ大量に文字言語がやり取りされることで、多くの人々からインターネットスラングとして認知される前に一過性のインターネット・ミームとして自然消滅してしまう語彙も増えている。

## 分類
以下に挙げる分類は、説明のための便宜的な物である。使用は慣習的なもので、特に以下に示した分類を意識して使われている訳ではない。下記のいくつかの分類に跨る語も存在する。
略字・略語
これはパソコン通信時代からその類型が見出されるが、キーボード入力の遅い者などが率先して使う傾向もあり、主にチャットやBBS（電子掲示板）上で発達した語といえる。これらでは簡便な入力を意図したもので、感情表現に日本語入力システムに予め登録された顔文字を使う形態もこれに含まれ得る。
「ｇｊ」(Good Job)のような頭字語、「ｔｈｘ」(thanks)のようなLeet表記の他に、日本語でおめでとうを省略した「おめ」や、お疲れ様を「おつ」と略してさらに変換した「乙」のような語や、常識的に考えて（Joushikiteki ni Kangaete）を略して「ｊｋ」のようなローマ字表記の頭字語的表現がある。笑っていることを表す「（笑）」も、「わらう（ｗarau）」のタイピングを省略していく内にローマ字の頭文字を取って「ｗ」となった。「w」を「ｗｗｗｗ」のように複数つなげて大笑いや爆笑を表すようになると、さらに「ｗｗwwwｗ」とつなげると大きな草原に見えることから爆笑を表す「大草原」が生まれると、逆に「大草原」を普通の笑いに戻すという意味で「草」が生まれた。また、「以下省略」は省略すると（略）となり、さらに「略」の打ち込みすら略すために「りゃ」に自動変換されてしまう前の全角小文字で「ｒｙ」が生まれた。また例示に挙げた「ｇｊ」、「ｔｈｘ」、「w」、「ｒｙ」などはパソコンでタイピング中の略字を示したい訳であり、全角小文字であることに大きな意味合いを持ち、これらを「GJ」、「THX」、「W」、「ry」などにしてしまうと変換するための手数が多いことを突っ込まれ、省略文字の意味を純粋に理解できていないことを馬鹿にされる場合がある。
誤入力・誤変換・代替語・置換文字
キー入力のミス（typographical error, タイポ）や、日本語など入力変換の際の見落とし（誤変換）などから発生したものでは、本来は偶発的に発生したものが、意図したかのように興味深い文字列となっている場合に好んで用いられることがある。例えば「おれもおれも」と同意するつもりがタイピングミスで「おれ漏れも」となってしまい、やがてこれが派生しておれの代わりに意図的に「漏れ」が使用された。一方、禁止ワードとして入力が制限される言葉の代替として意図的に誤変換を用いることがある。攻撃的な文言をシステム上で差し止めてしまう電子掲示板などでは、様々な代替語が発生した。例えば、「ﾀﾋね」（ここだけ半角カタカナを使う）「氏ね」「基地外」「雉」（キジルシの代わり）などがある。また、ギャル文字のように「ン」と「ソ」のような、一部の文字を外見の似た文字に置換したり、「ネ申」（神）のようにひとつの漢字を複数の文字に分解するもの、「儲」（信者）のように複数の文字を合成するものも見られる。
絵文字・アスキーアート
文字や記号を組み合わせて絵を作成する。「アスキーアート」は頭文字をとってAAと略すことも。絵文字は上に挙げた通り、日本語変換プログラムなどに登録して、簡便な入力を支援するためにも利用される。落ち込んでかがみ込んでいる人物を象形した「orz」や、主に失敗した人を指さす様を表現する「ｍ９」や、今の観てくれてましたか、どうだ、のような指さしを表現する「ｍ９っ」などがこの例。
電子掲示板用語
スレッドフロート型掲示板で使用される用語。代表的な例としてはスレ（スレッド）、レス（レスポンス = 返信）、板（掲示板をジャンル・カテゴリごとに区分けした領域）などがある。
インターネット関連用語
元々は情報処理の技術用語であったり、あるいは特定企業の製品名だったりといったものが流用される。スパム（ランチョンミート→迷惑メール）などが挙げられる。検索エンジンのGoogleを使って検索することを「ググる」と動詞的に表現する場合がある。さらになにか理解力の乏しい人に対して「グーグルで検索しろカス」と告げるのを略して「ｇｇｒｋｓ」という文字も生まれる。こちらも前述の理由で全角小文字である。2006年7月6日に改版されたメリアム＝ウェブスター大学辞典第11版では、"google"が動詞として追加されている。また、オックスフォード英語辞典も2006年6月15日の改訂で動詞として"Google"を追加している。「ググる（動詞のgoogle）」は、元来の「Googleで検索する」という意味から単に (ネット上のWeb検索サイトで)「検索する (search)」という意味でも使われるようになっており、ネットスラングの域を超えて一般動詞として定着しつつある。
下品な単語の組み合わせ造語
これらの多くはインターネットの普及以前より公序良俗に反する扱いであったものが多いが、その一方で、上に挙げたような様々な過程並びに現実の刑法にあやかった名称を経てインターネットスラング流に改変されたものも見られる。

## 利用の形態
これらは、チャットや電子掲示板上での利用が主となるが、ゲームでもチャット機能を備えるものに利用が見られる。特にそのチャットでは、そのゲーム内のみで使用される略語やスラングが使用される場合がある。特にパソコン側にクライアントソフトウェアをインストールさせる、また課金制の有料サービスでは、コミュニティの健全化や不快なユーザーの締め出しという意図もあって、禁止用語がかなり多岐に渡る傾向が見られ、代替語や置換語など抜け穴を探すユーザーとのいたちごっこといった動きもある。
また感情表現が文字媒体に制約されるインターネットコミュニティに在っては、親しみやすさや感情表現を求めてこういったスラングの利用を行う者もいて、スラングからジャーゴン化したりする傾向も無いではないが、比較的砕けた場の雰囲気を表現するために利用される。
また、いわゆるWeb 2.0などのインターネット上の特定の傾向や思想を示す造語の類いは、提唱者のブログや、ニュースメディアであえて公言される例がある。
しかし近年では、インターネットスラングにおいては差別的ではないが一般的には差別的な意味を持つ言葉や、そのインターネットスラングの元の言葉が不適切であるということを、知らずに使ってしまったYouTuberなどが炎上してしまうケースが見受けられる。